# Вја Прато Нуово (Витербо)
Вја Прато Нуово је насеље у Италији у округу Витербо, региону Лацио.
Према процени из 2011. у насељу је живело 21 становника. Насеље се налази на надморској висини од 258 м.